# 量子色動力學
量子色动力学（英語：Quantum Chromodynamics，简称）是一个描述夸克、胶子之间强相互作用的标准动力学理论，它是粒子物理标准模型的一个基本组成部分。夸克是构成重子（质子、中子等）以及介子（
π
、
K
等）的基本单元，而胶子则传递夸克之间的相互作用，使它们相互结合，形成各种核子和介子，或者使它们相互分离，发生衰变等。多年来量子色动力学已经收集了庞大的实验证据。
量子色动力学是非阿贝尔规范场论（即杨米尔斯规范场论）的一个成功运用，它所对应是非阿贝尔规范群的{\displaystyle SU(3)}群，群量子数被称为“颜色”或者“色荷”。每一种夸克有三种颜色，对应着{\displaystyle SU(3)}群的基本表示。胶子是強作用力的传播者，有八种，对应着{\displaystyle SU(3)}群的伴随表示。这个理论的动力学完全由它的{\displaystyle SU(3)}规范对称群决定。
量子色动力学享有2种特有的属性：
- 禁闭，这意味着当它们被分开时，夸克之间的力并不降低。因此，當你試圖分開兩個夸克時，在膠子場中的能量足夠產生一個夸克對。所以夸克永遠是以強子的方式束縛在一起，如形成質子和中子或π介子或K介子。雖然在解析上還未獲得證明，但夸克禁閉被廣泛地接受，因為它解釋了為何尋找自由夸克一直失敗，而這在格點量子色動力學中很容易展示出來。
- 渐近自由，这意味着在非常高的能量反应中，夸克和胶子之间非常微弱的相互作用创造了夸克-胶子等离子体。量子色动力学的这一预测，在1970年代初由大卫·波利泽和弗兰克·维尔切克和大卫·格罗斯首次发现。因为这项工作，他们被授予2004年诺贝尔物理学奖。

没有已知的相变线分开这两种属性;禁闭是在低能量尺度中占主导地位，但是，随着能量的增加，渐近自由成为主导。

## 历史
静态夸克模型建立之后，在重子质量谱和重子磁矩方面取得了巨大成功。但是，某些由一种夸克组成的粒子的存在，如{\displaystyle \Delta ^{++},\Omega ^{-},\Delta ^{-}}等，与物理学的基本假设广义泡利原理矛盾。为解决这个问题，物理学家引入了颜色自由度，并且规定颜色最少有3种。这个时候颜色还只是引入的某种量子数，并没有被认为是动力学自由度。
静态夸克模型建立之后，经历了十年左右的各种实验，都没有发现分数电荷的自旋{\displaystyle {\frac {1}{2}}}的夸克存在，物理学家被迫接受了夸克是禁闭在强子内部的现实。然而，美国的斯坦福直线加速器中心SLAC在七十年代初进行了一系列的轻强子深度非弹性散射实验，发现强子的结构函数具有比约肯无标度性（Bjorken Scaling）。为解释这个令人惊奇的结果，费曼由此提出了部分子模型，假设强子是由一簇自由的没有相互作用的部分子组成的，就可以自然的解释比约肯无标度性（Bjorken Scaling）。更细致的研究确认了部分子的自旋为{\displaystyle {\frac {1}{2}}}，并且具有分数电荷。
部分子模型和静态夸克模型都取得了巨大成功，但是两个模型对强子结构的描述有严重的冲突，具体来讲就是夸克禁闭与部分子无相互作用之间的冲突。这个问题的真正解决要等到渐近自由的发现。格娄斯，韦尔切克和休·波利策的计算表明，非阿贝尔规范场论中夸克相互作用强度随能标的增加而减弱，部分子模型的成功正预示着存在{\displaystyle SU(N)}的规范相互作用，N自然的就解释为原先夸克模型中引入的新自由度--颜色。

## 理论
理论上，量子色动力学通过色荷定义局部对称性的SU(3)规范群的杨-米尔斯理论.
拉氏密度为
{\displaystyle {\begin{aligned}{\mathcal {L}}_{\mathrm {QCD} }&={\bar {\psi }}_{i}\left(i\gamma ^{\mu }(D_{\mu })_{ij}-m\,\delta _{ij}\right)\psi _{j}-{\frac {1}{4}}F_{\mu \nu }^{a}F_{a}^{\mu \nu }\\&={\bar {\psi }}_{i}(i\gamma ^{\mu }\partial _{\mu }-m)\psi _{i}-g_{s}A_{\mu }^{a}{\bar {\psi }}_{i}\gamma ^{\mu }T_{ij}^{a}\psi _{j}-{\frac {1}{4}}F_{\mu \nu }^{a}F_{a}^{\mu \nu }\end{aligned}}}
其中
{\displaystyle \gamma ^{\mu }\,\!}是狄拉克矩阵
{\displaystyle \ \psi _{i}}是夸克场（下标ij表示不同的味）
{\displaystyle {\bar {\psi }}\equiv \psi ^{\dagger }\gamma _{0}}
{\displaystyle D_{\mu }=\partial _{\mu }+ig_{s}T^{a}A_{\mu }^{a}}是协変微分
{\displaystyle \ g_{s}}是SU(3)耦合常数
{\displaystyle \ T^{a}}是SU(3)的生成元盖尔曼矩阵（a=1,...8种）
{\displaystyle \ A_{\mu }^{a}}是胶子场
{\displaystyle F_{\mu \nu }^{a}=\partial _{\mu }A_{\nu }^{a}-\partial _{\nu }A_{\mu }^{a}-g_{s}f^{abc}A_{\mu }^{b}A_{\nu }^{c}}是规范胶子场张量
{\displaystyle \ f^{abc}}是SU(3)的结构常数
QCD的基本参数是耦合常数{\displaystyle g_{s}}（或{\displaystyle \alpha _{s}={g_{s}^{2}}/{4\pi }}）和夸克的质量{\displaystyle m_{q}}

## 微扰量子色动力学
在反应过程有一个大的能标的时候，量子色动力学耦合常数{\displaystyle \alpha _{s}}小于1，可以将反应截面展开为{\displaystyle \alpha _{s}}的幂级数，这种处理量子色动力学的方法叫做微扰量子色动力学。
微扰量子色动力学首先被应用到轻子强子深度非弹性散射，计算轻子部分子散射过程的高阶修正，成功解释了比约肯无标度性（Bjorken Scaling）因为能标的变化导致的微小破坏。这坚定了物理学家的信心，相信量子色动力学是描述强相互作用的正确理论。70到80年代微扰量子色动力学推广到其他各种高能反应过程，如{\displaystyle e^{+}e^{-}}产生强子的反应，强子强子对撞产生双轻子过程，以及强子强子对撞产生大横动量强子的过程，所得结果与实验在许多个数量级的层次上是符合的。
理论方面，微扰量子色动力学也有许多新的成果。为处理高阶修正{\displaystyle \alpha _{s}^{n}}产生的发散（也就是高阶修正在某些情况下趋近于无穷大），人们发展了QCD因子化定理，将发散吸收到普适的部分子分布函数或者部分子碎裂函数中。人们利用计算机和符号计算软件，将微扰量子色动力学推进到3圈的精度，也就是{\displaystyle \alpha _{s}^{3}}的修正。计算到这个精度，需要处理几万甚至几十万个费曼图，需要用高性能计算机，更重要的是高效率高智能的符号计算软件。这方面的进展，是人类通过机器扩展自己能力极限的惊人之作。

## 非微扰量子色动力学
在低能标下，强相互作用强度很强，微扰方法就失效了，迄今还没有切实有效的解析方法可以处理，而最为常见有效的还是通过肯尼斯·威尔逊等人提出的格点场论进行数值模拟来求解。

## 外部連結
- Particle data group （页面存档备份，存于）
- The millennium prize （页面存档备份，存于） for proving confinement （页面存档备份，存于）
- Ab Initio Determination of Light Hadron Masses （页面存档备份，存于）
- Andreas S Kronfeld （页面存档备份，存于） The Weight of the World Is Quantum Chromodynamics
- Andreas S Kronfeld Quantum chromodynamics with advanced computing
- Standard model gets right answer
- Quantum Chromodynamics （页面存档备份，存于）